# Вздруженское сельское поселение
Вздру́женское сельское поселение — упразднённое муниципальное образование в юго-западной части Навлинского района Брянской области. Административный центр — село Вздружное.
Образовано в результате проведения муниципальной реформы в 2005 году, путём преобразования дореформенного Вздруженского сельсовета.
Законом Брянской области от 8 мая 2019 года были упразднены Вздруженское, Пролысовское и Салтановское сельское поселения, все включённые в Алешенское сельское поселение.

## Население
| 2010 | 2011 | 2012 | 2013 | 2014 | 2015 | 2016 |
| ---- | ---- | ---- | ---- | ---- | ---- | ---- |
| 391  | ↘390 | ↘373 | ↘360 | ↘343 | ↘330 | ↘327 |
| 2017 | 2018 | 2019 |      |      |      |      |
| ↘314 | ↘299 | ↗302 |      |      |      |      |

## Населённые пункты
| № | Населённый пункт | Тип     | Население |
| - | ---------------- | ------- | --------- |
| 1 | Вздружное        | село    | ↘294      |
| 2 | Жданово          | посёлок | ↘20       |
| 3 | Кукуевка         | посёлок | ↗45       |
| 4 | Речица           | посёлок | →1        |